# Tony Särkkä
Tony Särkkä, noto anche con lo pseudonimo di It (Finspång, 15 dicembre 1972 – 8 febbraio 2017), è stato un cantante, chitarrista e bassista svedese, fondatore del gruppo svedese black metal/noise Abruptum.

## Biografia
Nato in Svezia in una famiglia di origine romaní oltre ad aver suonato negli Abruptum con cui incise tre album suonò anche negli Ophthalamia con cui ne incise quattro; Nel 1994 ha inciso Opus Nocturne con i Marduk e ha anche collaborato con i Dissection cantando assieme a Jon Nödtveidt nella canzone Soulreaper dell'album seminale Storm of the Light's Bane del 1995 e lo stesso anno ha composto una canzone per il gruppo black metal di Singapore Eibon. 
Soprannominato "It", nel 2000 scappò in Polonia per fuggire ad alcuni skinhead che volevano ucciderlo; è morto a 44 anni l'8 febbraio 2017.

## Discografia

### Con gli Abruptum
- 1991 - Evil (EP)
- 1993 - Obscuritatem Advoco Amplectere Me
- 1994 - In Umbra Malitiae Ambulabo, In Aeternum In Triumpho Tenebrarum
- 1996 - Vi Sonus Veris Nigrae Malitiae

### Con gli Ophthalamia
- 1994 - A Journey in Darkness
- 1995 - Via Dolorosa
- 1997 - To Elishia (compilation)
- 1998 - A Long Journey
- 1998 - Dominion

### Con i Vondur
- 1996 - Striðsyfirlýsing
- 1998 - The Galactic Rock'n'Roll Empire (EP)

### Con i War
- 1997 - Total War (EP)
- 1997 - Threshold of the Usurper / Total War (Split)

### Collaborazioni
- 1994 - Marduk - Opus Nocturne (seconda voce, testo di Opus Nocturne)
- 1995 - Dissection - Storm of the Light's Bane (nella canzone Soulreaper e testo di Unhallowed)
- 1995 - Eibon - The Garden of Theophrastus (testo di In the Streams of Undaunted Vile Desires)